# Artiste peintre
Pour les articles homonymes, voir Peintre.
Un ou une artiste peintre, ou simplement peintre, est une personne pratiquant la peinture, comme discipline des beaux-arts ou des arts plastiques, comme activité de loisir (peintre amateur) ou bien comme métier (peintre professionnel). Ce terme est apparu au début du XIXe siècle en France, pour distinguer le peintre d'art de l'artisan, qu'il soit peintre en bâtiment ou peintre décorateur dans la loi de finances du 22 octobre 1798, après l'abolition des corporations.

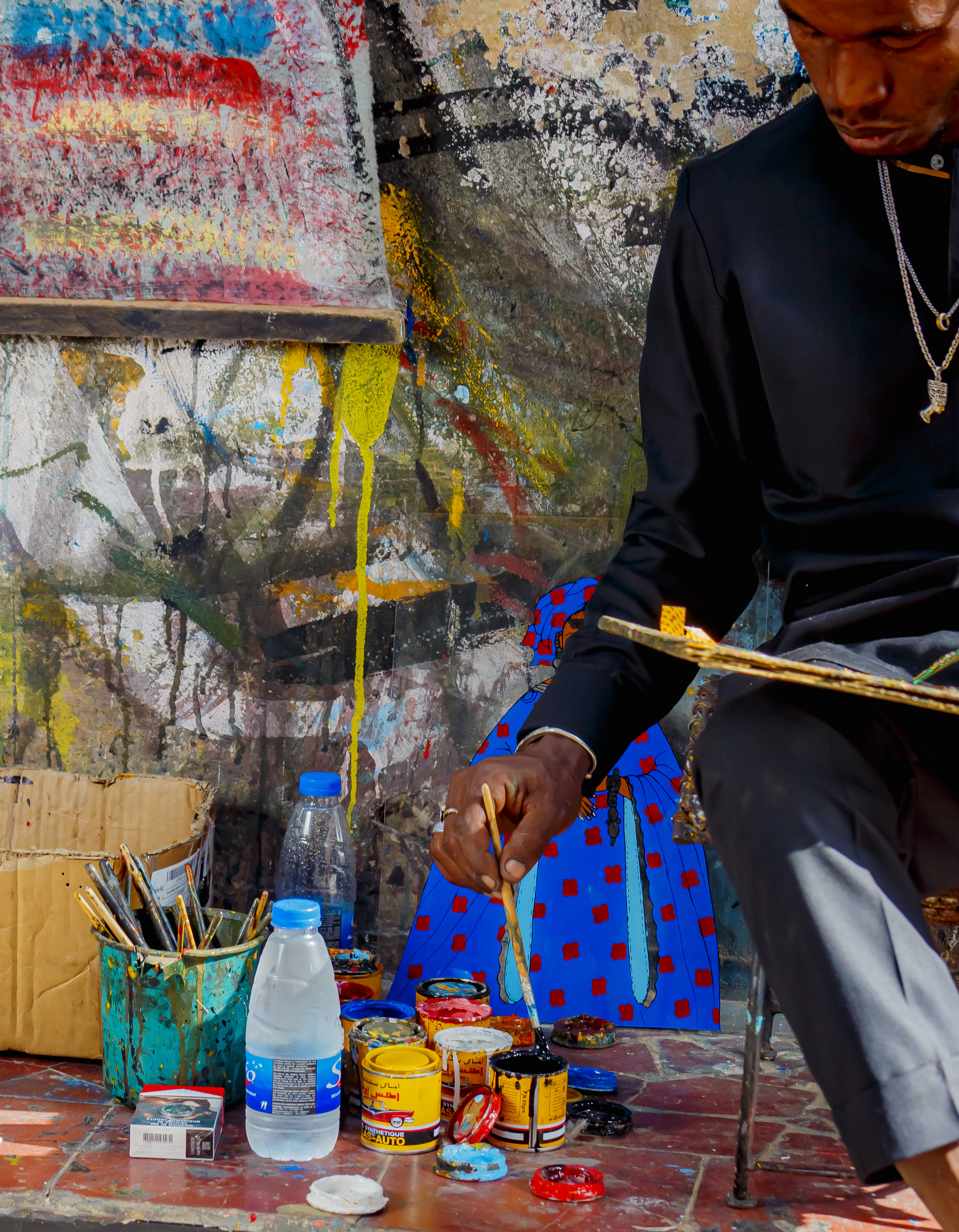
Peintre sénégalais en train de peindre à Saint-Louis du Sénégal

Selon les périodes, les artistes peintres ont eu des organisations professionnelles et des reconnaissances différentes. Leur métier a également évolué en fonction des techniques pratiquées : peinture à l'huile, aquarelle, fresque, pastel, peintures à base de résines synthétiques et aujourd'hui avec toutes techniques infographiques et numériques dans un but non technique (donc qui ne soit ni du design, ni du dessin industriel) qui apparaissent comme des techniques contemporaines, comme le fut en son temps la sérigraphie utilisée par Andy Warhol, Robert Rauschenberg et les peintres du mouvement Pop art. Au XXIe siècle, les termes « artiste peintre » et « peintre » incluent ainsi également le terme « artiste plasticien », dont le sens va au-delà de la seule peinture.
Ils sont les témoins de leur époque. Ils ont également pour rôle de mettre en valeur un lieu en le décorant, une personne en la portraiturant ou bien encore de diffuser une vision d'un lieu, d'un événement ou d'une idée.

## Sujet

Un portrait célèbre : La Joconde, de Léonard de Vinci.

Les peintres utilisent plusieurs types de sujets : les natures mortes, les nus, les portraits d'homme ou d'animaux, les scènes de genre (historique, littéraire, mythologique ou religieux) depuis l’Antiquité, les paysages depuis la Renaissance, et s'y adjoint depuis le XXe siècle la peinture abstraite ou formelle.

## Histoire

### Témoins de leur époque

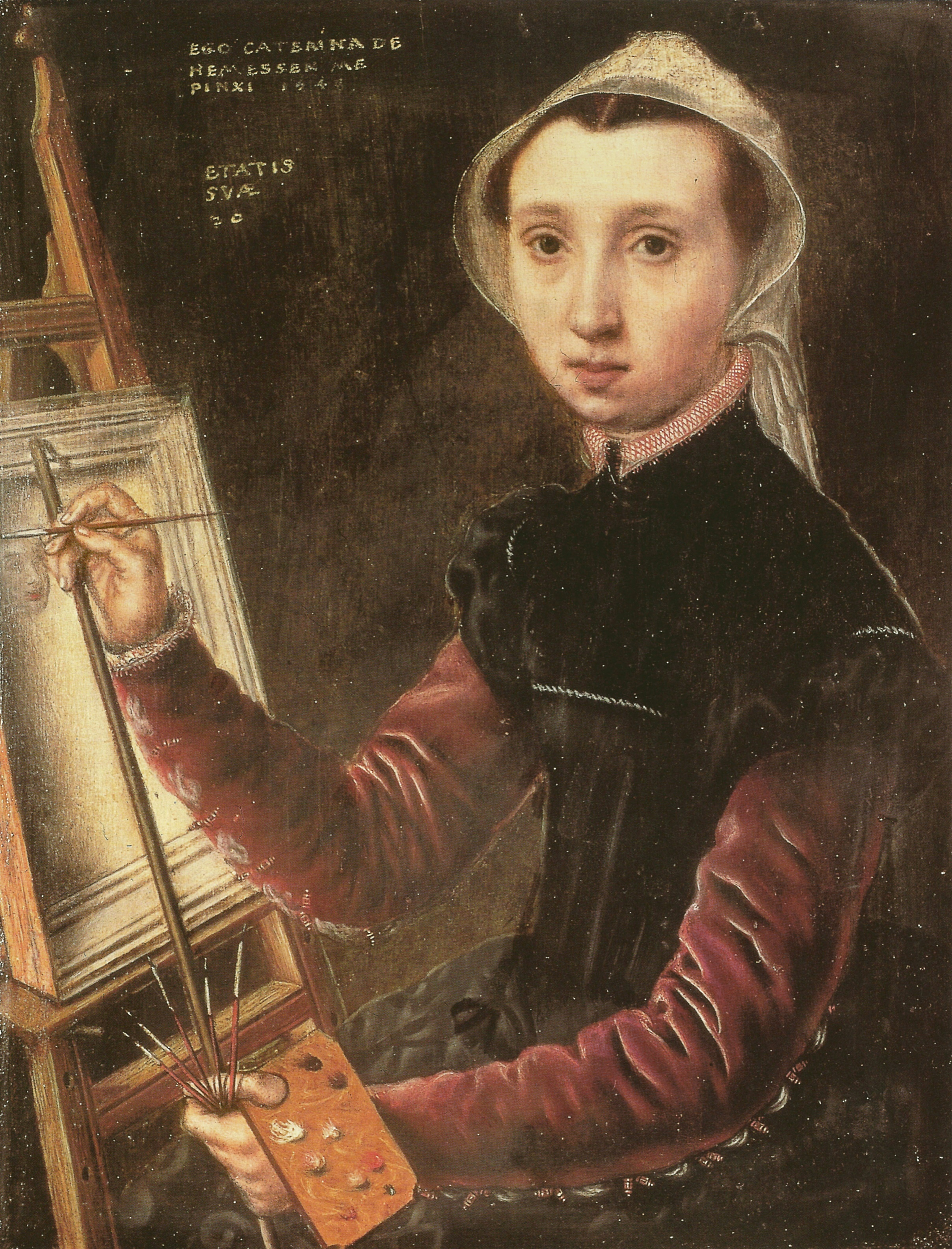
Autoportrait daté de 1548, de la peintre flamande Catharina van Hemessen.

La peinture rupestre du Néolithique peut être considérée aussi bien comme une forme d'art lié à la transcendance ou à la magie, que comme un témoignage important de son époque, représentant sur les parois des cavernes les animaux qui entouraient les hommes. Il en est de même dans l'Antiquité, avec les portraits du Fayoum, lesquels sont aussi les témoins de la diversité des populations vivant ou traversant l'Égypte. Une des fonctions de la peinture (avant l'invention de la photographie) est de représenter les scènes des grands événements : batailles importantes, grandes catastrophes, accords de paix, mariages, passations de pouvoir et autres événements marquant des tournants de l'Histoire, mais aussi de présenter les textes religieux ou poétiques. Cependant, la peinture n'est pas considérée comme un art à part entière pendant la période qui va de l'Antiquité à la Renaissance. Elle est alors considérée comme un artisanat, suivant les Idées de Platon. Les peintres sont alors soit des artisans (à l'époque romaine), soit des moines, peintres d'icônes orthodoxes ou enlumineurs et miniaturistes (au Moyen Âge).
C'est particulièrement de la Renaissance florentine que la peinture est considérée comme un art majeur (le peintre s'inscrit à une des Arti maggiori), ainsi Léonard de Vinci, « qui affranchit la peinture en lui faisant atteindre à la beauté ». Le peintre peint dès lors des événements réels ou fictifs de manière à les rendre convaincants d'un point de vue visuel. On comprend dès lors la complexité de la situation du peintre qui peut soit présenter les événements, les personnages de son époque pour les embellir, soit les présenter comme témoignages. Les événements historiques sont interprétés généralement selon une vision officielle, mais parfois selon une vision plus réaliste de l'artiste soucieux des problèmes de son époque. On peut citer Jacques-Louis David, le peintre officiel de Napoléon, qui fait de celui-ci le héros, ou au contraire Goya dépeignant la cruauté et la barbarie de la guerre d'Indépendance de l'Espagne entre troupes françaises et guérilla espagnole (vols, enlèvements, viols, assassinats de civils), loin des clichés officiels. À partir du XVIIe siècle, les peintres effectuent parfois le travail fait aujourd'hui par les reporters photographes, les scènes de rue comme celles de Jacques Callot, les paysages, les vues de Venise de Canaletto ou de Guardi. Il faut toutefois remarquer que l'œil contemporain sait difficilement distinguer les paysages embellis des paysages réels. Ainsi Goya note, pour lever toute ambiguïté dans ses dessins : « Yo lo vi » » (« je l'ai vu »).
Avec l'apparition de la photographie, la peinture tend à perdre sa dimension testimoniale au profit des recherches esthétiques des mouvements de l'art moderne. Toutefois, un peintre comme le péruvien Herman Braun-Vega, très influencé à ses débuts par les mouvements de l'art moderne, fait le chemin inverse et fait de la dimension testimoniale de son œuvre sa raison d'être.

### Ancien Régime
Sous l'Ancien Régime, les peintres s'organisent en corporations, telles la Guilde de Saint-Luc, qui autorisent et contrôlent la pratique de la peinture et sa diffusion.

### De laRévolution françaiseà1968
Après la Révolution française, les corporations sont abolies. La pratique du métier d'artiste peintre devient indépendante. Les Salons annuels, lieux de passage incontournables pour acquérir la notoriété, connaissent leur apogée et le marché de l'art se développe avec l'importance croissante des marchands. En France, avec le statut des autres grandes écoles déjà existantes, Louis XVIII étatise les ateliers des maîtres et crée l'École nationale supérieure des beaux-arts, dont l'enseignement est sanctionné par le Prix de Rome auquel viendront s'ajouter par la suite le prix de la Casa de Velázquez (Madrid), le prix de la maison Descartes (La Haye) et le Prix Abd-el-Tif (Alger). En fin de carrière, certains artistes peintres, notamment ceux qui ont obtenu le Prix de Rome, sont élus membres de l'Institut de France. Le rôle de l'État reste très important dans l'orientation de la peinture. Si au XIXe siècle et au début du XXe, l'État aide financièrement les artistes dits « pompiers » par ses achats, après la Première Guerre mondiale, son mécénat devient plus éclectique. L'arrivée d'André Malraux au pouvoir en 1958 va promouvoir l'art abstrait, l'art conceptuel et les Installations. 1968, avec la destruction de statues modèles à l'École nationale supérieure des beaux-arts et la nouvelle orientation de l'enseignement des arts plastiques, constitue une nouvelle étape dans les pressions gouvernementales que le peintre polémiste Bernard Lorjou qualifiait de dictature.

### Époque contemporaine

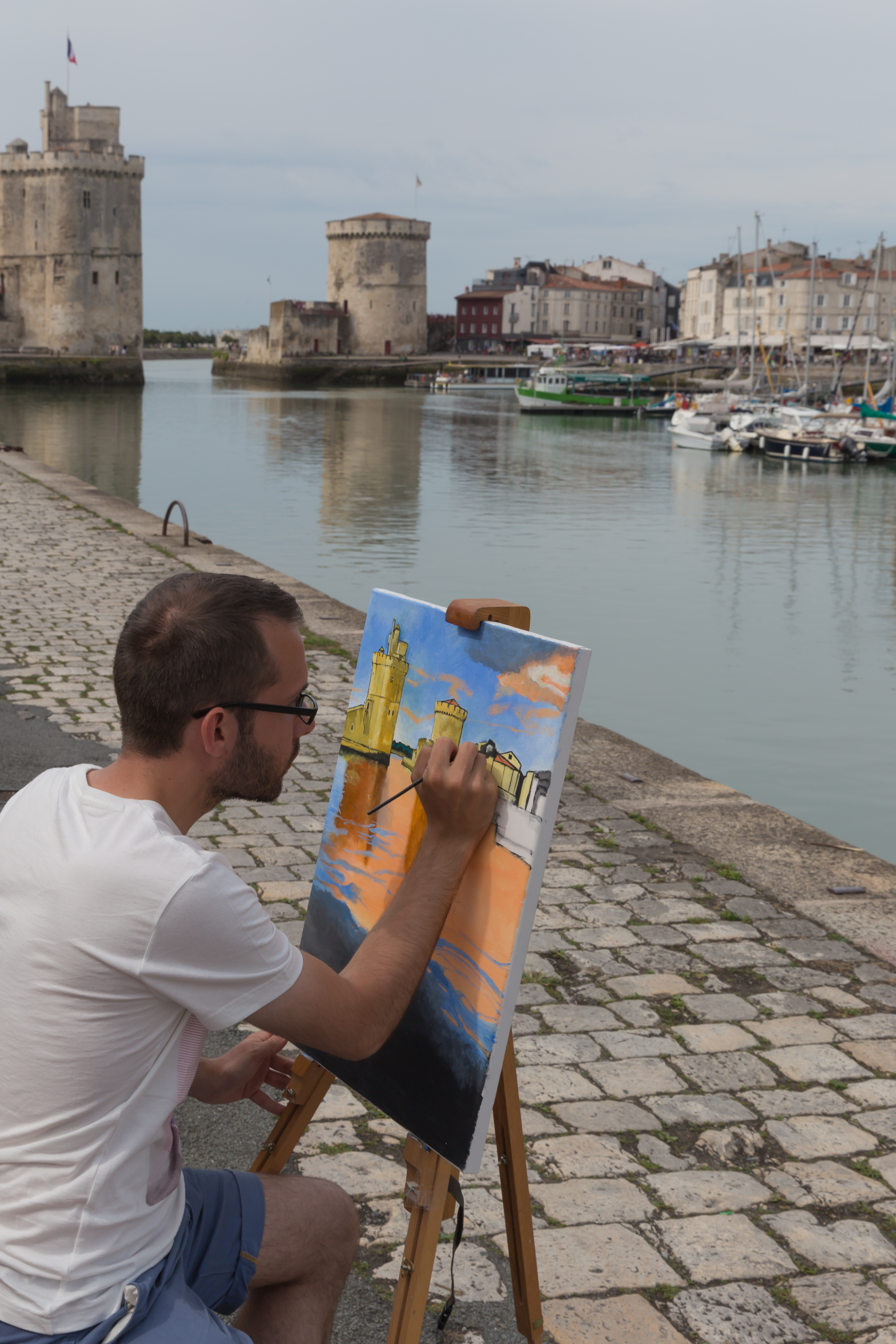
Artiste peintre à La Rochelle, France.

Il n’existe pas à proprement parler dans la plupart des pays occidentaux d’organisation officielle du statut d’artiste peintre. En France, les artistes sont affiliés à des organismes professionnels qui gèrent leurs cotisations sociales et leurs différents droits. L’affiliation à ces organismes se fait sur dossier permettant de prouver qu’on exerce bien l’activité à un niveau professionnel (déclaration des ventes, impôts et cotisations sociales) mais elle n’a pas valeur de reconnaissance de formation ou de qualités esthétiques. Les artistes peuvent ou non, selon leurs affinités, se regrouper au sein d’associations, de sociétés, qui leur permettent d’une part de se retrouver pour dialoguer, d’autre part de faciliter l’exposition des œuvres dans des expositions, des salons ou des galeries. Le terme d’École (comme l’École de Paris, l’École de Nice, etc.) est encore employé pour certains « mouvements » esthétiques, sans qu’il y ait nécessairement un enseignement commun (encore moins un établissement « scolaire ») ou une organisation commune.

## Signature
Les artistes peintres apposent généralement (depuis la pré-Renaissance) leur signature sur la face ou l'envers du support de leurs œuvres (châssis ou carton entoilés, bois…). À partir de la Renaissance, certains peintres se représentent eux-mêmes dans le tableau, au même titre qu’ils peuvent représenter le commanditaire, le donateur ou le destinataire de l’œuvre. Concernant les icônes religieuses, ces œuvres chrétiennes orthodoxes, coptes, syriaques… sont considérées comme œuvre de la main de Dieu : l'artiste ne peut donc les signer.

## Outils modernes

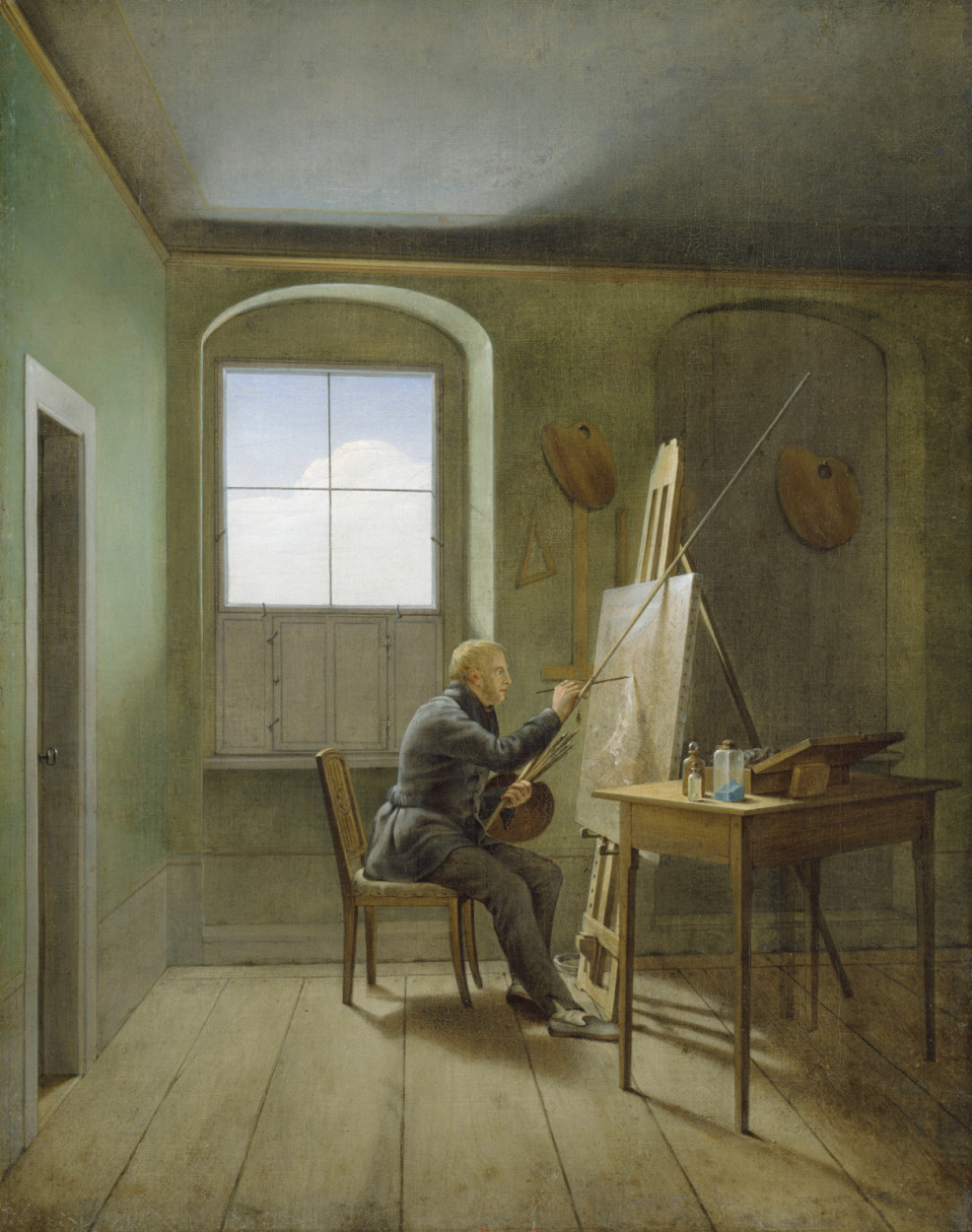
Caspar David Friedrich dans son atelier.

La peinture est la dispersion de pigments dans un liant que l'artiste dépose sur un support. Par exemple, l'aquarelle, la gouache, la peinture acrylique, la peinture à l'huile. Les pinceaux permettent d'étaler la peinture sur des supports. Ceux-ci peuvent être durs (bois, carton, papier) ou en toile (lin, coton, soie…). Les couteaux, utilisés dans les techniques de peinture à l'huile, disposent d'un manche en bois et d'une partie métallique de forme variée (souvent en forme d'amande) et aplatie. Les couteaux se scindent en deux catégories : les couteaux à peindre et les couteaux à palette. La palette de peinture est un instrument qui permet de mélanger les peintures. Il existe la traditionnelle palette en bois ou en plastique, la palette jetable.
Les techniques numériques impliquent l'utilisation d'une imprimante pour « sortir » le tableau de l'espace virtuel de la palette graphique où il a été créé. Des impressions sont alors réalisées sur tissus, sur toiles à base de jet d'encre ou de jet d'huile ou d'acrylique qui seront (ou non) rehaussés par la main de l'artiste avec une technique traditionnelle. On trouve alors les techniques dites de Digital Imaging qui sont appelées aussi Micropix, Rosco, Repligraph, Linograph ou Acrylagraph, Digiprint, etc. On trouve également les tableaux numériques imprimés sous la forme de Iris Print, ou de Pigment transfert. Toutes ces techniques se rapprochent de la technique traditionnelle des Giclées et des sérigraphies.

## Organisation des ateliers

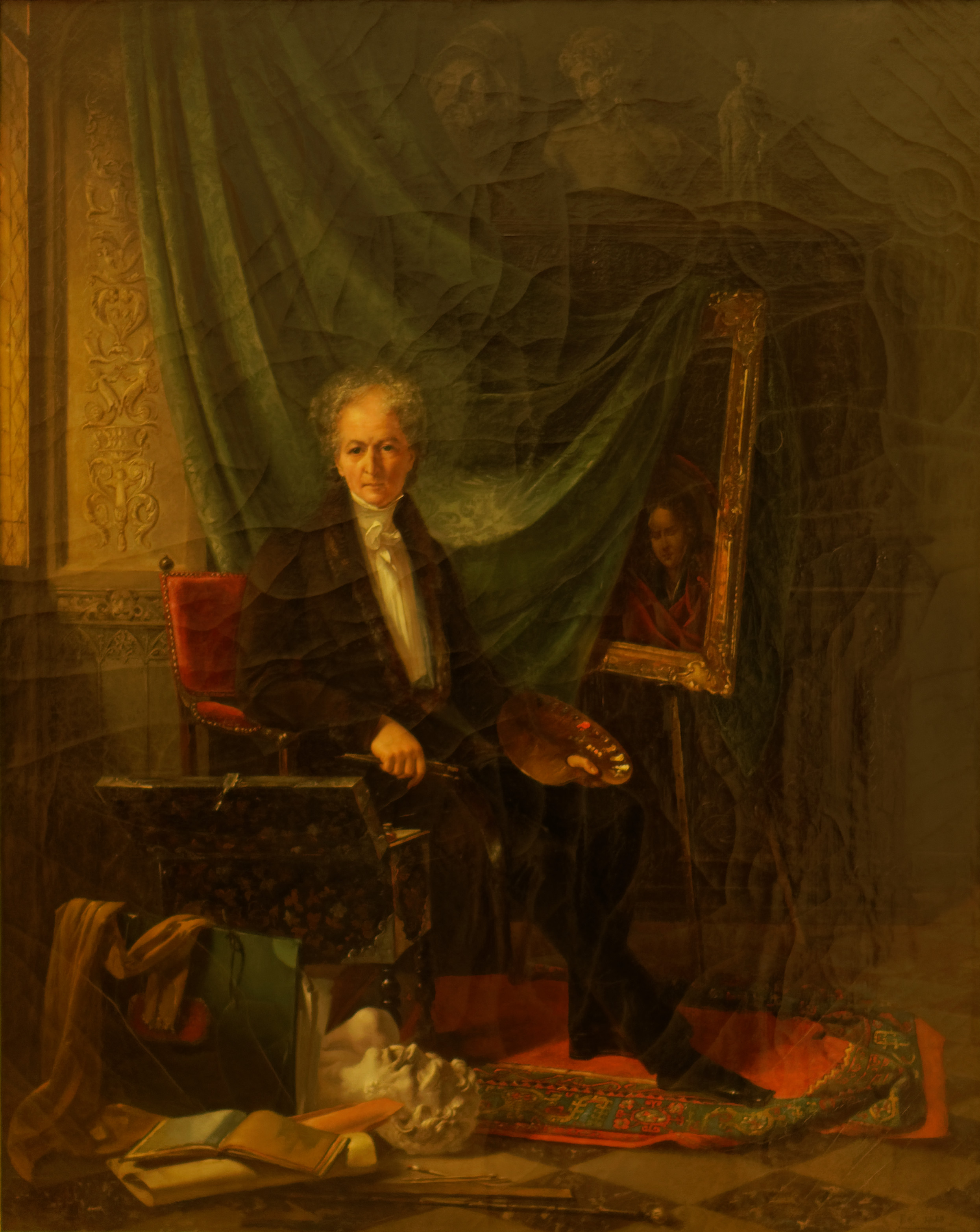
Benjamin de Rolland dans son atelier.

Les ateliers des peintres sont organisés autour du maître, avec ses assistants, ses apprentis. L'apprenti, qui fait les fonds, est appelé un « barbouilleur » puisqu'il fait la « barbouille ». Les peintres préparent eux-mêmes les matériaux nécessaires à la réalisation des peintures (broyage des pigments, préparation des huiles, pinceaux…).

## Reproductions, copies et «usines à tableaux»
Bien que les principes de création d'une œuvre d'art par l'artiste (ici le peintre) soient le caractère unique du tableau exécuté entièrement par la main même de l'artiste, des tableaux sont également produits en série dans des usines à tableaux. Il s'agit le plus souvent de reproductions d'après des peintures célèbres classiques, d'Impressionnistes, ou de poncifs touristiques vendus à bas prix à travers le monde sur les trottoirs de Paris, Londres, Madrid, New York, etc. dans les supermarchés, dans les halls d'hôtel (et depuis les années 2000 sur Internet).
L'édition mécanique et la reproduction de tableaux est une technique ancienne dont la Galerie Adolphe Goupil où travaillaient Vincent et Theo Van Gogh se faisait une spécialité au XIXe siècle. Après avoir été produits au Canada dans les années 1970, en Suède, puis à Taïwan et à Hong Kong (les « chromos » standardisés sont produits aujourd'hui principalement dans le village de Dafen en Chine, où des ateliers produisent environ 5 millions de tableaux par an. Il y aurait environ 8 000 à 10 000 peintres qui peuvent faire entre 20 et 30 tableaux par jour à raison de 12 h de travail). Le même type de fabrication existe au Viêt Nam, en Thaïlande, et ailleurs…
La France, dès les années 1980, à la suite des questions posées à l'Assemblée nationale, soulève le problème de la dénomination d'œuvres d'art pour les productions en série.

## Reconnaissance sociale du travail

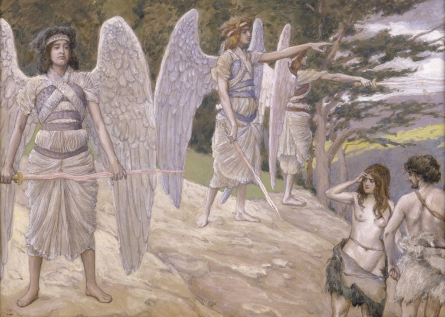
Adam et Eve chassés du Paradis par James Tissot, peintre français universellement célébré de son vivant en 1900 mais qui n'est pas passé à la postérité.

La reconnaissance de l'œuvre d'un peintre est liée à différents facteurs que l'on peut énumérer comme suit :
- l'existence d'un travail suffisant en nombre, plusieurs centaines de toiles en général, dans un style identifiable et personnel (Monet, environ 4 000 toiles, Van Gogh, environ 3 000 toiles, Picasso, environ 40 000…) ;

- la mise en valeur du travail du peintre par un ou plusieurs marchands de tableaux à travers des expositions personnelles ou collectives. On peut citer Monet et son marchand Paul Durand-Ruel, Vincent van Gogh et son frère Theo, Picasso et Daniel-Henry Kahnweiler, Miro et Pierre Matisse, Pollock et Peggy Guggenheim, Giacometti et Maeght, Georg Baselitz et Michael Werner donnant lieu à la publication de catalogues, de catalogues raisonnés, puis de ventes publiques qui donnent naissance à la cote du peintre, défendue par un groupe de collectionneurs ;

- l'organisation d'exposition par les institutions muséales, centres d'art, foires internationales, biennales, etc. démontrant l'importance d'un artiste et de son œuvre ;

- la reconnaissance critique et littéraire ;

- enfin l'appréciation du grand public et des peintres amateurs qui sans eux voient l'œuvre disparaître.

La reconnaissance d'une œuvre peut être très éphémère ou longue à venir. Des artistes célèbres en leur temps ont vu leur cote s'effondrer, le portrait mondain du début du XXe siècle, la peinture académique et la peinture de paysage du XIXe siècle, de James Tissot, Jean-Jacques Henner ou Carolus-Duran dont les toiles valaient au début du XXe siècle l'équivalent de plusieurs millions d'euros n'en valent plus que 2 000 aujourd'hui.
La reconnaissance d'un peintre peut être locale (ville, région), nationale et devenir éventuellement internationale. Certains peintres n'ont jamais reçu de prix (Delacroix), ni participé à des Biennales (Picasso), d'autres enfin n'ont quasiment jamais exposé en galerie parce qu'ils ont une clientèle de collectionneurs (Lucian Freud), enfin Damien Hirst a réussi à vendre directement ses œuvres (dont ses tableaux ronds intitulés Spin paintings) en salle des ventes sans passer par ses marchands. Selon le classement d'Artprice de 2010, les quatre peintres français vivants les plus reconnus étaient Pierre Soulages (mort en 2022), Georges Mathieu (mort en 2012), Robert Combas et Jean-Pierre Cassigneul ; ce dernier n'a jamais eu de reconnaissance de la part de l'Institution muséale française, comme ce fut le cas pour le peintre Bernard Buffet de son vivant.
« L'unicité, l'exécution à la main, la signature, l'originalité dans la pluralité de ses significations » sont les conditions qui font que le bien considéré répond aux désirs d'achat des acheteurs.